# Charles Hardnett
Charles "Charlie Red" Hardnett (Atlanta, Georgia, 13 de septiembre de 1938-Louisville, Kentucky, 6 de julio de 2019) fue un jugador y entrenador de baloncesto estadounidense que disputó tres temporadas en la NBA y dos más en la EPBL. Con 2,03 metros de estatura, jugaba en la posición de alero.

## Trayectoria deportiva

### Universidad
Jugó durante cuatro temporadas con los Tigers de la Universidad Estatal de Grambling, en las que promedió 19,8 puntos y 17,8 rebotes por partido. En sus tres últimas temporadas fue elegido en el mejor quinteto de la SWAC y All-American de la NAIA, siendo elegido MVP en 1962.

### Profesional
Fue elegido en la vigésimo primera posición del Draft de la NBA de 1962 por St. Louis Hawks, quienes lo traspasaron a Chicago Zephyrs a cambio de Phil Jordon. Allí jugó una temporada, en la que promedió 10,6 puntos y 7,7 rebotes por partido.
Al año siguiente el equipo se convirtió en los Baltimore Bullets, viéndose relegado al banquillo, como suplente de Gus Johnson. Jugó dos temporadas más, siendo la mejor la primera, en la que promedió 4,5 puntos y 3,8 rebotes por partido.
Jugó dos temporadas más en la EPBL antes de retirarse definitivamente.

### Entrenador
Como entrenador dirigió a la Universidad de Coppin State entre 1970 y 1974, y posteriormente al Morris Brown College entre 1974 y 1980, logrando en total 126 victorias y 131 derrotas.

## Estadísticas de su carrera en la NBA

### Temporada regular
| Temporada | Edad | Equipo            | Liga | P   | TIT | MIN  | TC  | TCA | %TC  | 3P | 3PA | %3P | TL  | TLA | %TL  | R.OF. | R.DEF. | REB | ASIS | ROB | TAP | PER | FP  | PTS  |
| 1962-63   | 24   | Chicago Zephyrs   | NBA  | 78  |     | 21.2 | 3.9 | 8.8 | .441 |    |     |     | 2.9 | 4.5 | .645 |       |        | 7.7 | 0.9  |     |     |     | 2.9 | 10.6 |
| 1963-64   | 25   | Baltimore Bullets | NBA  | 66  |     | 9.3  | 1.6 | 3.9 | .412 |    |     |     | 1.3 | 1.9 | .672 |       |        | 3.8 | 0.4  |     |     |     | 1.7 | 4.5  |
| 1964-65   | 26   | Baltimore Bullets | NBA  | 20  |     | 10.0 | 1.3 | 4.0 | .313 |    |     |     | 1.2 | 2.0 | .590 |       |        | 3.9 | 0.1  |     |     |     | 1.9 | 3.7  |
| Total     |      |                   | NBA  | 164 |     | 15.1 | 2.6 | 6.2 | .423 |    |     |     | 2.0 | 3.1 | .647 |       |        | 5.7 | 0.6  |     |     |     | 2.3 | 7.3  |

### Playoffs
| Temporada | Edad | Equipo            | Liga | P | MIN | TCA | TC | 3PA | 3P | TLA | TL | R.OF. | REB | ASIS | ROB | TAP | PER | FP | PTS | %TC  | %3P | %FT  | MIN | PTS | REB | AST |
| 1964-65   | 26   | Baltimore Bullets | NBA  | 5 | 22  | 4   | 10 |     |    | 2   | 5  |       | 6   | 2    |     |     |     | 2  | 10  | .400 |     | .400 | 4.4 | 2.0 | 1.2 | 0.4 |
| Total     |      |                   | NBA  | 5 | 22  | 4   | 10 |     |    | 2   | 5  |       | 6   | 2    |     |     |     | 2  | 10  | .400 |     | .400 | 4.4 | 2.0 | 1.2 | 0.4 |